# Pârteștii de Sus, Suceava
Pârteștii de Sus (germană Ober Pertestie) este satul de reședință al comunei Cacica din județul Suceava, Bucovina, România.

## Recensământul din 1930
Componența etnică a satului Pârteștii de Sus
     Români (89,6%)
     Germani (0,8%)
     Polonezi (6,6%)
     Evrei (2,55%)
     Altă etnie (0,45%)
Componența confesională a satului Pârteștii de Sus
     Ortodocși (87,85%)
     Romano-catolici (7,35%)
     Mozaici (2,66%)
     Altă religie (2,14%)
Conform recensământului efectuat în 1930, populația satului Pârteștii de Sus se ridica la 1719 locuitori. Majoritatea locuitorilor erau români (89,6%), cu o minoritate de polonezi (6,6%), una de germani (0,8%) și una de evrei (2,55%). Alte persoane s-au declarat: ruși (7 persoane), cehi\slovaci (1 persoană), ruteni (2 persoane). Din punct de vedere confesional, majoritatea locuitorilor erau ortodocși (87,85%), dar existau și mozaici (2,66%) și romano-catolici (7,35%) . Alte persoane au declarat: greco-catolici (5 persoane), baptiști (6 persoane), altă religie (1 persoană), fără religie (22 de persoane).

## Obiective turistice
- Biserica de lemn din Pârteștii de Sus - monument istoric datând din 1779